# Egyptiske revolution 2011
 Ikke at forveksle med filmen Vredens dag.
Den egyptiske revolution eller Vredens dag (arabisk: يوم الغضب) er en række gadedemonstrationer, protester og civile ulydighedshandlinger, som har fundet sted i Egypten siden 25. januar 2011 og i høj grad er inspireret af Jasminrevolutionen i Tunesien. Hovedformålet med optøjerne var at vælte Egyptens præsident Hosni Mubarak, som har været ved magten i næsten 30 år. Som en konsekvens af revolutionen dannede den egyptiske hærs øverste råd en overgangsregering med nye ministre fra oppositionen i februar 2011.

Urolighederne har i februar 2011 bredt sig til Bahrain, Yemen og også været startskudet til borgerkrigen i Libyen.

## Baggrund
Mubarak indførte i 1982 en vedvarende undtagelsestilstandslov (der ikke længere gælder i dag), og som gjorde ham til en autoritær hersker. Grunden til nødretsloven var et attentat på Mubaraks forgænger, Anwar Sadat begået af fundamentalister i den egyptiske hær. I 2005 lovede Mubarak at give tilladelse til, at uafhængige kandidater kunne stille op til præsidentvalgene, men efter Det Muslimske Broderskab ved valgene vandt indflydelse, ophørte liberaliseringen.
I slutningen af 2010 fandt et parlamentsvalg sted, der var præget af valgsvindel. Derved opnåede Mubaraks Det Nationaldemokratiske parti 420 af de 508 pladser. Oppositionspartierne har kun tre procent af mandaterne i parlamentet.
Årsagerne til de stigende protester og demonstrationer var som i mange af de andre arabiske stater det autoritære sikkerhedsapparat, manglende demokrati, korruption, overbefolkning, dårlige leveforhold med høj arbejdsløshed, boligmangel, stigende fødevarepriser og en lav mindsteløn.
Derudover var Egypten i undtagelsestilstand, hvor en lang række borgerrettigheder stort set har været suspenderet siden 1967. Det har medført udbredt politibrutalitet og begrænset ytringsfrihed.

### Inspiration til ikke-voldelige protester
Som forberedelse til en omstyrtelse af Mubarak havde oppositionsgrupperne studeret Gene Sharps publikationer om ikke-voldelige revolutioner, herunder samarbejde med lederne af Otpor!, den studenterledede serbiske opstand i 2000. Sharps skrifter med en liste på 198 ikke-voldelige "våben" var oversat til arabisk og var i omløb på Tahrir-pladsen under besættelsen af pladsen.

## Internationale reaktioner
- EU Den europæiske unions udenrigspolitiske chef Catherine Ashton sagde, at de egyptiske myndigheder burde lytte til deres eget folk, håndtere dets problemer og respektere dets ret til at demonstrere. Hun opfordrede de egyptiske myndigheder til "at respektere og beskytte egyptiske statsborgeres ret til at manifestere deres politiske ambitioner".
- Forenede Nationer FNs generalsekretær Ban Ki-moon sagde, at verdens ledere burde se de egyptiske protester som en mulighed for at fremme de »legitime bekymringer« det egyptiske folk har. Han opfordrede også lokale myndigheder til at afstå fra vold. Navanethem Pillay, Sekretariatet for FN's højkommissær for menneskerettigheder sagde, at de frustrationer, som folket gav udtryk for, var forårsagede af pludselige lovændringer. Hun opfordrede den egyptiske regering til at tillade adgang til internet og mobiltjenesterne.
- USA Den amerikanske præsident Barack Obama opfordrede til at ophøre med at bruge magt og til at overholde borgerrettighederne – særligt retten til ytringsfrihed og retten til informations- og forsamlingsfrihed. Ifølge New York Times diskuterede den amerikanske regering med de egyptiske regeringsembedsmænd om flere varianter for et magtskifte, hvis Mubarak går af.
- Danmarks udenrigsminister Lene Espersen ville fastholde presset, for at det blev begyndelsen på en reel proces, der kunne lede til frie og fair valg og til gennemførelse af de politiske, sociale og økonomiske reformer, som var lovet, og at Danmark, fra det internationale samfunds side, skal være med til at støtte overgangen til demokrati og de nødvendige politiske reformer.
- Norges udenrigsminister Jonas Gahr Støre beklagede dybt, at liv er gået tabt under demonstrationerne i Egypten. Støre opfordrede myndighederne til at godtage ytringsfrihed og grundlæggende politiske og økonomiske rettigheder.[6]
- Sveriges udenrigsminister Carl Bildt fordømte myndighedernes spærring af internettet og sammenlignede tilfældet med Burma i 2007, da lignende en lignende spærring skete. Han sagde, at spærringen af internettet åbenbart ikke var nogen løsning for landets situation.[7]

## Forløb
Tirsdag, 25. januar 2011 begyndte demonstrationerne i Kairo i nærheden af den Egyptiske højesteret og fortsatte til pladsen foran parlamentet. Store politi- og sikkerhedskræfter indsatte vandkanoner og tåregas for at opløse demonstrationen. Der var også demonstrationer i Alexandria, al-Mansura og Aswan og Asyut. Under demonstration i havnebyen Suez åbnede politiet ild mod demonstranterne. Derved blev to demonstranter dræbt. En 45-årig demonstrant døde af indre kvæstelser samme dag.
Onsdag 26. januar Efter at tusinder af demonstranter åbenbart havde aftalt nye demonstrationer over Facebook og Twitter, blev begge internettettjenester lukket af myndighederne.
Torsdag, 27. januar meldte myndighederne, at seks personer var dræbt og mindst 860 demonstranter var arresteret. Efter at aktiekurserne på den egyptiske børs i løbet af 15 minutter faldt med 6,25 procent, blev al handel udsat. Regeringen meddelte over de statslige radio og tv- kanaler, at den egyptiske Folkeforsamling om søndagen ville beskæftige sig med fattigdomsbekæmpelse og en eventuel forhøjelse af mindstelønnen. – Om aftenen ankom Mohammed el-Baradei til Kairo. Hans præsidentkandidatur blev udsigtsløs, fordi Mubarak ændrede forfatningen. El-Baradei tilbød ved sin ankomst at anføre en fredelig omstilling.
Fredag, 28. januar fortsætter demonstrationerne i de store byers gader med stigende styrke. – I den middelegyptiske by Beni Suef forsøger personer at storme to politistationer. Sikkerhedskræfterne skyder med skarpe skud og 17 mennesker bliver dræbt.
Lørdag, 29. januar stiger plyndringerne, der før kun var i mindre omfang. For at beskytte sig mod de kriminelle bander opretter beboerne i flere byer borgerværn. Mange af demonstranterne mener, at regeringen bevidst forsøger at skabe kaos for at stille demonstranterne i et dårligt lys. – Demonstrationerne i de store byers gader fortsætter med stigende styrke og Ahmed Nazif, der var premierminister siden 2004 går af og Ahmad Schafiq bliver premierminister. Men demonstranterne forlanger stadig, at Mubarak går af. – I en fælles erklæring af statslederne fra Tyskland, Frankrig og Storbritannien opfordres Mubarak til at indføre frie valg.
Søndag, 30. januar fortsætter protesterne på Tahrir-pladsen i Kairo. – De fleste af de udlændinge, der stadig opholder sig i landet, forlader landet. Hærenheder rykker ind i de indtil nu ikke uroligshedsplagede feriebyer Sharm el-Sheikh og Al-Arisch. – Det ægyptiske militær overflyver med helikoptere og jagerfly Tahrir-pladsen i Kairo for at overvåge demonstrationerne.
Mandag, 31. januar indhegnes Tahrir-pladsen med pigtråd og er dermed spærret for offentligheden. Politiet var igen i indsats, blandt andet med at regulære trafikken. –
Om eftermiddagen meddelte en talsmand fra den ægyptiske hær i det statslige TV, at demonstranternes krav er legitimt“ og bebudede, „ikke at indsætte magt mod det egyptiske folk“. „Meningsfriheden i fredelig form er garanteret for alle“, citerer det officielle nyhedsbureau Mena. – I Alexandria er der fortsat store demonstrationer med og den vigtige handelshavn er fortsat lukket. – Hæren forstærker indsatsen mod de talrige plyndringer. Omkring 450 anholdes og stilles for en militær domstol.
Tirsdag, 1. februar demonstrerer ifølge TV-stationen Al Jazeera ca. 1 million mennesker i Kairos gader.
Hæren sikrer præsidentens palads med pigtråd, for at forhindre demonstranterne i at trænge ind. Hæren lover ikke at anvende magt mod demonstranterne. – Om aftenen forkyndte Mubarak i en fjernsynstale, at han ikke vil genopstille til det næste præsidentvalg og vil iværksætte en dialog med de forskellige politiske grupper.
Onsdag, 2. februar opfordrede hæren efter Hosni Mubaraks tilbagetrædelsetale til at slutte demonstrationerne. Om eftermiddagen opstod der på Tahrir-pladsen voldelige sammenstød mellem demonstranterne og tilhængere af præsidenten. Hæren affyrede varselsskud og forsøgte at holde parterne fra hinanden. Egyptens sundhedsminister, Ahmed Hosni, sagde, at én er dræbt og 403 såret under dagens uro. Om aftenen havde oppositionsdemonstranterne kontrollen over Tahrir-pladsen, mens tilhængere af præsident Hosni Mubarak fortsat var til stede i gaderne omkring om pladsen, hvor der var spredte sammenstød. 1.500 blev såret under sammenstødene i Kairo, og tre mistede livet
Torsdag, 3. februar fortsatte kampene mellem Mubarak-tilhængerne, og de prodemokratiske demonstranter er fortsat i nat, hvor to blev dræbt og syv såret af skud. – Oppositionsdemonstranterne på Tahrir-pladsen i Kairo tog om formiddagen fanger, som var mistænkt for at ville trænge ind på pladsen og blande sig med demonstranterne for at anstifte uro og kamp. Demonstranterne hævdede, at de anholdte blev fotograferet og registreret, hvorefter de de overgives til militæret. – Sidst på formiddagen oprettede militæret en 80 m bred stødpudezone for at holde de rivaliserende demonstranter fra hinanden. – Vicepræsident, Omar Suleiman meddeler i det statslige tv, at Hosni Mubaraks søn Gamal Mubarak ikke stiller op til det næste præsidentvalg. Han afviser endvidere kravet om, at præsident Mubarak omgående skal går af. – Egyptens øverste offentlige anklager udstedte udrejseforbud til tre ministre og flere tidligere embedsmand i det ledende regeringsparti. Samtidig blev deres bankkonti indefrosset.
Fredag, 4. februar Omkring Tahrir-pladsen og på 6. Oktober-broen, er der fra om morgenen soldater i kampdragter og bevæbnet med automatvåben. Soldaterne kontrollerede adgangsvejen til pladsen for at forhindre Mubarak tilhængerne at komme ind på pladsen. – Oppositionsdemonstranterne barrikadere sig bag interimistiske vejspærringer for at beskytte sig mod angreb fra Mubarak-tilhængere. – Demonstrationerne i og ved Tahrir-pladsen i Kairo på 'Afgangens Dag' med ca. 200.000 deltagere, som dagen i dag blev døbt, var fredelig, bortset fra stenkast om eftermiddagen i en sidegade mellem grupper for og imod Mubarak.
Lørdag, 5. februar  Militæret i Kairo er tilsyneladende begyndt at holde de to stridende grupper mere adskilt. Før virkede hærens handlinger mere tilfældig. Der er ingen meldinger om sårede eller dræbte efter nattens skudepisoder. – Alle i den seks mand store styringskomite i regeringspartiet NPD lige under præsident Mubarak har forladt deres poster. Udskiftningen betød blandt andet et farvel til Mubaraks søn, Gamal Mubarak, som politisk leder i partiet. – Det egyptiske stats-tv melder om samtaler mellem Egyptens vicepræsident Omar Suleiman og oppositionslederne for at gennemgå, hvilke muligheder der er i lyset af den værste politiske krise i Egypten i 30 år. Det muslimske broderskab, der har været forbudt i Egypten siden 1954 og hidtil har nægtet at forhandle med landets politiske ledelse, vil også sidde med ved bordet.
Søndag, 6. februar fortsætter samtalerne om det kommende præsidentvalg, og deltagerne er repræsentanter fra sekulære oppositionspartier, uafhængige jurister, den koptiske forretningsmand Naguib Sawiris, en repræsentant for Mohammed el-Baradei og udsendinge fra Det muslimske broderskab. Tilstede var også regeringspartiet NDPs nye generalsekretær Hossam Badrawi. Resultaterne skulle ifølge det egyptiske statsfjernsyn være, at der oprettes en komite, der skal diskutere en nødvendig forfatningsreform.
Mandag, 7. februar lover den egyptiske regering at indlede en undersøgelse af offentlig korruption og valgsvindel.
Tirsdag, 8. februar deltog mere end 250.000 i demonstrationerne på Tahrir-pladsen. Oppositionen kræver stadig, Mubaraks afgang, grundlovsændringer, der tillader et retfærdigt præsidentvalg, løsladelse af politiske fanger og et nyt parlament. – I Al-Mansura, Ismailia og Suez demonstrerede ligeledes tusinder af mennesker. Samtidig udbrød der flere steder i Egypten strejker.
Onsdag, 9. februar var Tahrir-pladsen igen fyldt med egyptiske demonstranter.
Hundredvis af demonstranter blokerede indgangen til landets parlament. Demonstrationen forløb fredeligt trods regeringstroppers forsøg på at beskytte bygningen.
Torsdag, 10. februar blev der om eftermiddagen bekendt, at den egyptiske hærledelse har afholdt et møde uden den øverstkommanderende Hosni Mubarak. Mubarak holdt en tale til nationen og gjorde det klart, at han ikke vil træde tilbage som præsident. I stedet bekendtgjorde han, at vicepræsidenten, Omar Suleiman, vil overtage flere opgaver.
Fredag, 11. februar har demonstranterne ifølge nyhedsbureauerne døbt dagen 'Vredens Dag' og har indkaldt til generalstrejke. – Militæret garanterede tidligt på dagen, at de demokratiske reformer, der er lovet siden oprørets begyndelse, vil blive blive gennemført. Blandt andet er oppositionsbevægelsen lovet et frit og fair præsidentvalg til september. –
Ifølge den egyptiske vicepræsident Omar Suleiman har Hosni Mubarak trukket sig fra præsidentposten. Meddelelsen vakte jubel blandt på Tahrir-pladsen i Kairo og i resten af Egypten. – Hæren har nu taget magten i landet, og lederen af de væbnede styrkers øverste råd den 75-årige feltmarskal Mohamed Hussein Tantawi fungerer nu som Egyptens præsident.
Lørdag, 12. februar mødte de egyptiske avislæsere for første gang en regeringspresse, der skrev noget helt andet. Avisen Al-Ahram skriver fx på forsiden: "Folket væltede regimet. Egyptens ungdom tvang Mubarak til at gå af". – Demonstranterne og egyptere, der ikke var med i fredagens skelsættende demonstration, har natten igennem festet på Tahrir-pladsen. Fyrværkeri oplyste natten over Kairo, og over hele Egypten blev oppositionsdemonstranternes sejr fejret.
Søndag, 13. februar Ifølge nyhedsbureauet Reuters dannede soldater om morgenen ring om de tilbageværende demonstranter på Tahrir-pladsen i Kairo, og for første gang i 14 dage passerede trafikken pladsen. – På det egyptiske stats-tv blev der oplæst en erklæring fra det øverste militære råd, at en komité skal udarbejde et udkast til en ny forfatning for landet, der siden Mubaraks magtovertagelse i 1981 har været underlagt militær undtagelsestilstand. – I en overgangsfase vil Egypten blive styret af den regering, som Hosni Mubarak udpegede i sidste måned, men alle love skal derefter godkendes af militærstyret.
Mandag, 14. februar beordrede militæret de sidste demonstranter til at forlade Tahrir-pladsen.
Fredag, 18. februar fejrede hundredtusinder af egyptere Mubaraks afgang.
Tirsdag, 22. februar omdanner den egyptiske hærs øverste råd overgangsregeringen med nye ministre fra oppositionen.
Fredag, 25. februar fortsætter Fredagsdemonstrationerne på Tahrir-pladsen: mange egyptere tvivler på overgangsregeringens reelle hensigter og forsøger derfor at presse regeringen. Derved bruger den ægyptiske hær magt for at fjerne demonstranterne.
Lørdag, 26. februar undskylder den egyptiske hær, at den om fredagen på Tahrir-pladsen brugte magt mod demonstranterne. – Kommissionen, der arbejder med ændringerne af den egyptiske forfatning overdrog forslagene til militærrådet.
Mandag, 28. februar blev der udstedt rejseforbud for Mubarak, hans kone Suzanne og og sønnerne Alaa og Gamal. Desuden blev familiens formue indefrosset.
Torsdag, 3. marts udnævner militærrådet Essam Scharaf til premierminister. Dermed opfyldte militærrådet et vigtigt krav fra oppositionen. .
Fredag, 4. marts talte premierminister Essam Scharaf på Tahrir-pladsen til titusinder af egyptere. I Alexandria kom der om aftenen til alvorlige sammenstød mellem sikkerhedspolitiet og ca 1500 demonstranter, der ville storme sikkerhedspolitiets lokale hovedkvarter.
Mandag, 7.marts blev 47 officerer i sikkerhedspolitiet arresteret. De blev beskyldt for at have brændt dokumenter for fjerne beviser om tortur og anden mishandling af borgerne. – Tusinder af Koptere demonstrede i Kairo mod de de i dagene før afbrændte kirker.
Premierminister Essam Sharaf lovede at genopbygge de afbrændte kirker.
Fredag, 11. marts blev fire højtstående embedsmænd fra indenrigsministeriet arresteret for at have beordret drab i forbindelse med den egyptiske revolution.
Lørdag, 12. marts bekendtgjorde militærrådet, at de vil tillade nye politiske partier.
Tirsdag, 15. marts bekendtgjorde militærrådet at statssikkerhedsorganisationen Mabahith amn ad-daula al-ulya omgående vil blive opløst. Organisationen rådede over 100.000 medarbejdere og et omfattende net af informanter. Den beskyldes blandt andet for at have tortureret fanger og for at have forfalsket valgene. Militærrådet efterkommer dermed et af protestbevægelsens centrale krav.
Lørdag, 19. marts godkendte 77 procent vælgerne den nye forfatning. Ændringerne af den bestående forfatning blev udarbejdet af af en forfatningskomite og autoriseret af militærrådet.
Onsdag, 23. marts billigede regeringen udkastet til en lov, der indskrænker retten til at forsamle sig. I fremtiden skal strejker, protester og demonstrationer, sit-ins, der i private og statslige firmaer eller offentlige institutioner fører til indstilling af arbejdet, eller har indflydelse på landets økonomi, være strafbar. Den nye lov træder i kraft så længe nødstandsloven er aktiveret, som har været tilfældeti de sidste 30 år.
Mandag, 4. april. Ifølge det egyptiske sundhedsministerium blev mere end 800 mennesker dræbt og 6400 såret i de 18 protestdage der førte til at Hosni Mubaraks regime blev styrtet.

### Bøger om revolutionen
- Den egyptiske revolution, skrevet på arabisk og oversat til engelsk og fransk. Skrevet af politisk forfatter Ahmed Ghanem [9].

### Politiske aktivister
- Asmaa Mahfouz
- George Isaac
- Ahmed Ghanem (politisk skribent)
- Israa Abdel-Fattah